# Rhabdopygus benoiti
Rhabdopygus benoiti is een hooiwagen uit de familie Assamiidae.